# Federico Poggi
Federico Poggi (n. Buenos Aires; 10 de enero de 1981) es un exfutbolista argentino. Jugaba de mediocampista izquierdo y su último club fue Villa Dálmine de la Primera B Nacional.

## Carrera futbolística
Debutó en el año 2001 en San Telmo en la Primera B. 
En el año 2004, fue a préstamo a Sarmiento de Junín, donde jugó la temporada 2004/05 en la Primera B Nacional. La pobre campaña hizo descender al equipo Verde, pero las grandes actuaciones de Poggi fueron vistas por Antonio Mohamed, entrenador de Huracán, que lo pidió para su club. Al equipo de Parque Patricios llega en la temporada 2005/06, donde ganó el Torneo Reducido y alcanzó al posibilidad de jugar una promoción para ascender a la Primera División. El objetivo no se cumplió, luego de igualar los dos encuentros frente a Argentinos Juniors y quedarse en la segunda categoría por la ventaja deportiva que favorecía al conjunto de La Paternal. 
La temporada siguiente Poggi tuvo un gran rendimiento, con lo cual el Globo alcanzó nuevamente la promoción y consiguió finalmente el ascenso, tras superar a Godoy Cruz. En Primera División debuta contra Tigre el día 18 de agosto de 2007. Para Huracán disputó el Apertura 2007, logrando 30 puntos, y el Clausura 2008, obteniendo 22 puntos.
En 2008, fue vendido al Ajaccio, de la Ligue 2 de Francia. Volvió a Argentina al año siguiente, a préstamo en Arsenal. En 2010 regresó al Ajaccio. A mitad de ese año se incorporó a San Martín de San Juan.
Jugó durante 4 años en la institución sanjuanina donde fue pieza fundamental en este equipo y logró dos ascensos a Primera División. En las dos temporadas de la B nacional en las que se logró el ascenso fue titular indiscutible, como también lo fue entre el año 2011 y 2012 luego del primer ascenso. El resto de los campeonatos no fue titular por malas actuaciones o por lesiones.

## Clubes
| Club                        | País      | Año             |
| --------------------------- | --------- | --------------- |
| San Telmo                   | Argentina | 2001 - 2004     |
| Sarmiento de Junín (cedido) | Argentina | 2004 - 2005     |
| Huracán                     | Argentina | 2005 - 2008     |
| AC Ajaccio                  | Francia   | 2008 - 2009     |
| Arsenal                     | Argentina | 2009 - 2010     |
| San Martín de San Juan      | Argentina | 2010 - 2014     |
| Villa Dálmine               | Argentina | 2015 - retirado |